# 게오르크 옴

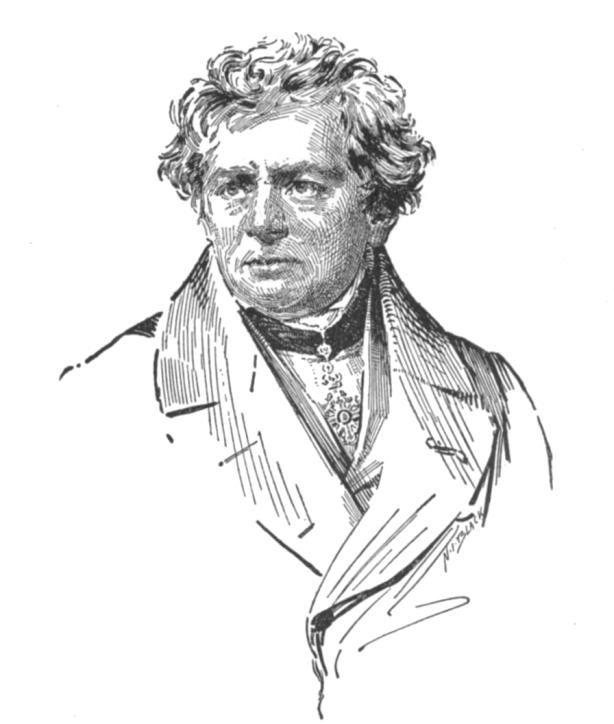
게오르크 지몬 옴

게오르크 지몬 옴(독일어: Georg Simon Ohm, 1789년 3월 16일 ~ 1854년 7월 6일)은 독일의 물리학자이다. 옴의 법칙을 발견하여 전자기학, 특히 회로 이론에 공헌하였다. 평생 교편을 잡았으며, 제자 페터 구스타프 르죈 디리클레를 가르쳤다.

## 생애
독일 에를랑겐에서 대장장이의 아들로 태어났다. 그의 집안은 대대로 자물쇠를 만들어왔기 때문에 옴 역시 어릴 때부터 아버지인 요한 볼프강 옴으로부터 대장장이 기술을 배웠다. 옴 역시 가업을 이어 자물쇠 제조공이 되어야 했으나, 아버지인 요한 볼프강은 그를 학교에 보내 교육을 받게 하였다. 만 16세인 1805년부터 에를랑겐 대학교에서 수학, 물리, 철학을 전공하기 시작했다. 그러나 경제적인 문제로 1년 후에 학업을 쉬고 스위스의 고트슈타트 사립학교에서 수학교사로 재직하였다. 돈을 번 뒤에는 1811년 22세에 에를랑겐 대학교로 돌아와 빛과 색에 대한 주제로 박사학위를 얻었다. 이후 3학기 동안 모교에서 수학강사로 일했다.
1813년에는 밤베르크의 직업학교(Realschule)에서 교편을 잡았으며, 1817년부턴 쾰른의 예수회 김나지움에서 수학과 물리학을 가르쳤고, 1826년에는 베를린의 사관학교(Kriegsschule)에서 교관을 지냈다. 이 즈음 옴의 법칙을 담은 책을 발간하였다. 이 책에서 그는 회로의 양극 사이의 어느 구간이든 그 구간의 기전력은 전류와 저항의 곱이라는 법칙을 제안하였고 이것이 받아들여져 옴의 법칙이 되었다.
1833년 뉘른베르크의 왕립 폴리테크닉 대학의 교수가 되었으며 1839년부터는 학장을 지냈다. 1849년엔 뮌헨 대학교로 자리를 옮겨 실험물리학 교수가 되었다.
1854년 7월 6일, 옴은 뮌헨에서 65세를 일기로 사망하여 지금까지도 뮌헨 구시가지 남부 공동묘지(Südfriedhof)에 묻혀있다.